# Centro de Medicina Regenerativa de Barcelona
El Centro de Medicina Regenerativa de Barcelona (CMRB) es un centro de investigación científica en medicina regenerativa y células madre que se creó a través de un convenio de colaboración científica entre el Departamento de Salud de la Generalidad de Cataluña y el Instituto de Salud Carlos III (ISCIII) del Ministerio de Sanidad y Consumo. Sus líneas de investigación se centran en los mecanismos genéticos y celulares del desarrollo embrionario y de la autorenovación y diferenciación de las células madre. El objetivo es entender como la capacidad de las células así como de los diversos modelos animales con capacidad de regenerar sus órganos, pueden ser la base para futuras terapias de regeneración.
El CMRB lo forman un equipo de científicos de muy diversas nacionalidades y está ubicado en Hospitalet de Llobregat (Barcelona), en el Campus de Bellvitge, donde se agrupan diversos centros de investigación biomédica avanzada. 
En el CMRB se integra como una unidad funcional, el Banco de Líneas Celulares de Barcelona (BLCB). EL BLCB centra su trabajo en la derivación, mantenimiento, caracterización y preservación de células madre pluripotentes (embrionarias e iPSC) con la finalidad de desarrollar actividades de investigación en el área de la medicina regenerativa. Infraestructuralmente, el banco se compone de laboratorios de cultivo celular, caracterización y criobiología.
Desde 2014 el director del centro es el profesor de investigación ICREA Ángel Raya en sustitución del Dr. Juan Carlos Izpisúa.